# Mbuji-Mayi
Mbuji-Mayi (korábbi nevén Bakwanga) a Kongói Demokratikus Köztársaság Kelet-Kasai tartományának fővárosa. A város az ország harmadik legnagyobb lélekszámú városa. A város lakosságát az Egyesült Nemzetek Szervezete 2007-ben 1,3 milliósra becsülte. A város nemzeti nyelve a csiluba.

## Elhelyezkedése
Mbuji-Mayi a lubák földjén fekszik a Sankuru folyó partján. A Mbuji-Mayi név a helyi csiluba nyelven "kecske vizet" jelent, mely a város környéki területeken nagy számban megtalálható kecskékre utal. A Sankuru folyó ugyanis kitűnő itatóhely a háziállatok számára.

## Története
A bányászvárost a belga gyarmatosítók alapították 1910-ben. A kongói függetlenség 1960-as elnyerése után a város gyors fejlődésnek indult, mivel a várost korábban elhagyó luba emberek visszatértek szülőföldjükre. A város 1960-1962 között, az első kongói polgárháború során a szakadár Dél-Kasai bányászállam fővárosa volt. A város jelenlegi nevét 1966-ban kapta, amikor Mobutu Sese Seko államelnök az afrikaiasítási program keretében Mbuji-Mayinak nevezte át. Sokan menekültek a városba Kelet-Kasai tartományból az ottani zavargások elől.

## Kultúra és gazdaság
Mbuji-Mayi, mint üzleti központ irányítja a Kongó-medence gyémántbányászatát és gyémánttermelését. A környék fő gyémántkitermelő vállalkozása a Société minière de Bakwanga. A városnak repülőtere is van, a Mbuji-Mayi Airport (IATA: MJM).
A város óriási népessége ellenére kevés kapcsolatot ápol a külvilággal.

## Körzeti felosztása
A város a következő körzetekre oszlik:
- Bihemba
- Dibindi
- Diulu
- Kanshi
- Muya